# Club des juristes
Le Club des juristes est un cercle de réflexion, créé en 2007 à l'initiative de Nicolas Molfessis.

## Positionnement politique
Le Club des juristes se définit comme étant non corporatiste et non militant.
Les membres et experts appartiennent aux différents courants libéraux et néolibéraux de l'échiquier politique français (LR, PS, UMP, LREM).[réf. nécessaire]

## Présidence
À sa création, le Club des juristes est présidé par Christine Lagarde puis par Bernard Cazeneuve jusqu'en 2023.
Actuellement, il est présidé par Nicole Belloubet.
Présidents d'honneur : Christine Lagarde, Élisabeth Baraduc (Avocate au Conseil d'État et à la Cour de cassation), Alexandre de Juniac.

## Membres

### Membres en exercice
Le Club des juristes réunit des personnalités issues du monde juridique et des affaires.
- Les 41 membres en exercice sont des avocats, juristes, universitaires et chefs d’entreprises. Notamment Yann Aguila, Denys de Béchillon, Loïc Cadiet, Jean-François Cirelli, Jean-Denis Combrexelle, Jean-Michel Darrois, Didier Martin, Jean-Emmanuel Ray, Augustin de Romanet, François Sureau, Laurent Vallée, Jean Veil  ou Louis Vogel[1].

### Anciens membres
- Guy Carcassonne, professeur des universités (1951-2013)
- Olivier Duhamel, démission en janvier 2021[3].
- Olivier Metzner, avocat pénaliste (1949-2013)

## Experts
En plus de ses membres, le Club des juristes compte 56 experts dont des avocats, universitaires, directeurs juridiques ou dirigeants d'entreprises. Leurs expertises diversifiées alimentent ses travaux.

## Comité scientifique
Le Comité scientifique du Club des juristes est composé de 8 membres, il a pour mission de valider les articles à paraître pour en assurer la qualité.

## Publications
Les publications du Club des juristes se font dans le Mot de la semaine qui paraît tous les 15 jours dans La Semaine Juridique et des articles en partenariat avec Les Échos, le HuffPost et le Cercle des journalistes juridiques.

## Financement et partenaires
Le financement du Club des juristes est assuré par des cabinets d’avocats et des grandes entreprises (dont le Groupe Carrefour, BlackRock, TotalEnergies, Vivendi, Kering, Renault, Thales, Société générale),.